# 老闆鍵
老闆鍵（英語：Boss key），是一種電腦的熱鍵或熱鍵組合，用於快速隱藏遊戲或其他無關工作的程式，並讓显示器呈現正常工作時的畫面，藉以欺瞞老闆、上司和同事，使之以為上班時間進行娛樂的員工在做自己份內的工作。

## 常見的老闆鍵

### Windows
1. Win + d 回到桌面
2. Win + l  鎖定螢幕
3. Alt + Tab 切換視窗

### Chrome
1. Alt + F4  關閉網頁
2. Ctrl + w 關閉網頁

## 延伸閲讀
- NSFW